# Freddy Dumortier

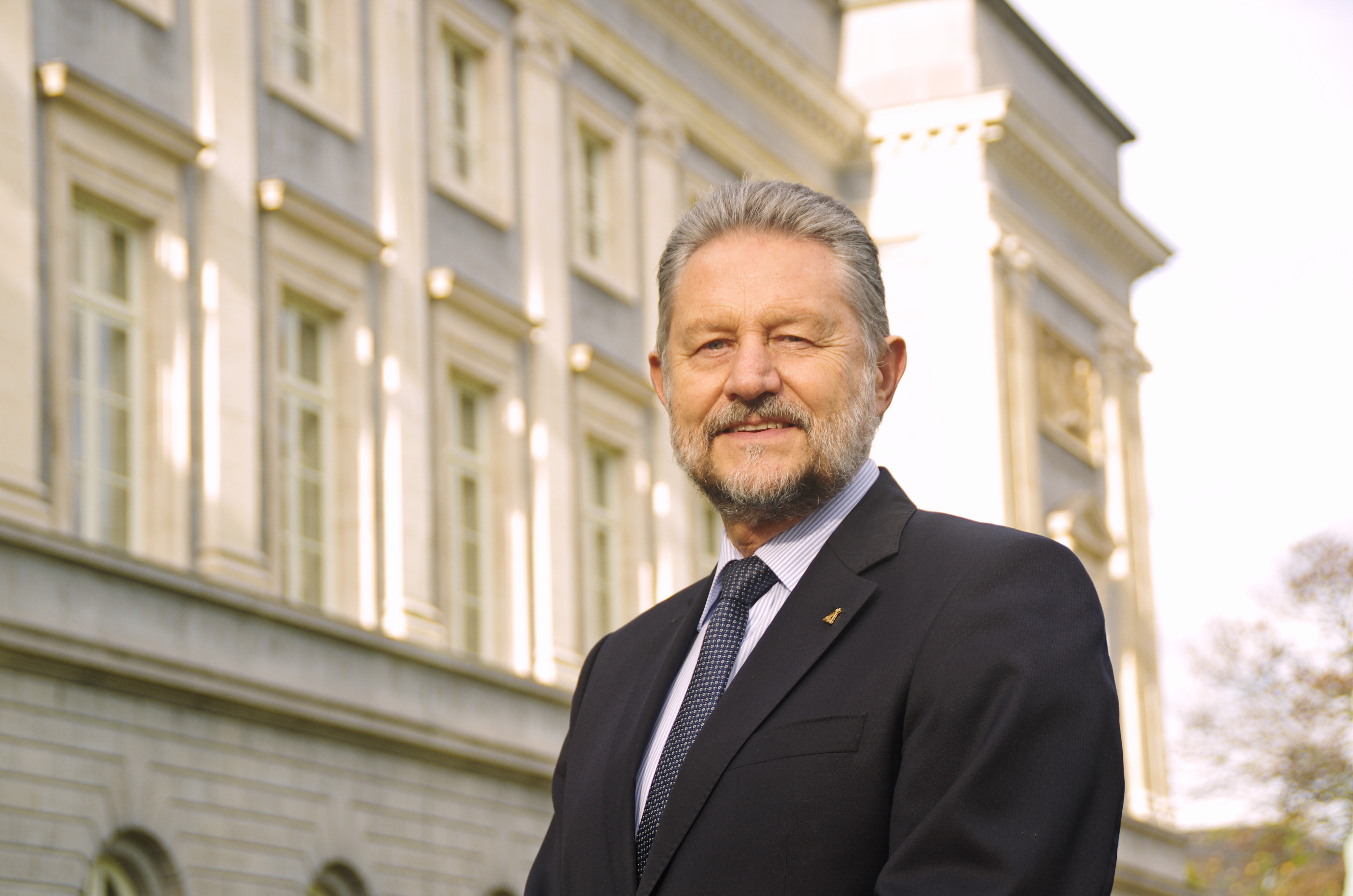
Freddy-Dumortier 2015

Freddy Dumortier (Menen, 23 april 1947) is een Belgisch wiskundige en emeritus hoogleraar aan de  Universiteit Hasselt.

## Levensloop
Freddy Dumortier werd benoemd als hoofddocent aan het Limburgs Universitair Centrum (nu Universiteit Hasselt) in 1976 en werd bevorderd tot hoogleraar 1982 en gewoon hoogleraar in 1984. Hij werd er verkozen tot decaan van de faculteit Wetenschappen in 1991 en in 1992 werd hij vicerector. Deze functie heeft hij 12 jaar uitgeoefend. In het academiejaar 1992-1993 was hij titularis van de Francqui-Leerstoel met als thema Wiskunde Dynamische systemen en hun bifurcaties.
Freddy Dumortier werd verkozen tot lid van de Klasse Natuurwetenschappen van de Koninklijke Vlaamse Academie van België voor Wetenschappen en Kunsten in 1998. Hij is vast secretaris van de KVAB sinds oktober 2014.
Hij is bestuurslid van de Vlaamse Wiskunde Olympiade sinds de oprichting ervan in 1985. Hij was voorzitter van het Belgisch Wiskundig Genootschap (1996-1999) en van het Nationaal Comité voor de Wiskunde (2008-2012).
In 2016 werd hij geridderd tot Grootofficier in de Leopoldsorde met ranginneming op 8 april 2015.
- Bibsys: 90076808
- Bibliothèque nationale de France: cb155667517 (data)
- CiNii: DA03023410
- Gemeinsame Normdatei: 103726049X
- International Standard Name Identifier: 0000 0001 1611 5599
- Library of Congress Control Number: n82112529
- Mathematics Genealogy Project: 124288
- Nationale Bibliotheek van Tsjechië: stk2009493660
- Nationale bibliotheek van Australië: 36132864
- Nationale Bibliotheek van Israël: 987007434431005171
- Nederlandse Thesaurus van Auteursnamen: 068857608
- Réseau des bibliothèques de Suisse occidentale: 02-A003197365
- Système universitaire de documentation: 110757181
- Trove: 1217673
- Virtual International Authority File: 27381908
- WorldCat: E39PBJfrRrTcYvwh3vdQ6rFh73